# Allotettix prolongatus
Allotettix prolongatus är en insektsart som beskrevs av Hancock, J.L. 1899. Allotettix prolongatus ingår i släktet Allotettix och familjen torngräshoppor. Inga underarter finns listade i Catalogue of Life.